# 拉巴-莱特鲁瓦塞尼厄尔
拉巴-莱特鲁瓦塞尼厄尔（法語：Rabat-les-Trois-Seigneurs，法語發音：[ʁaba le tʁwa sɛɲœʁ]）是法国阿列日省的一个市镇，位于该省中部偏南，属于富瓦区。

## 地名
该地原名“拉巴”（法語：Rabat），为避免和摩洛哥首都拉巴特重名（拼写相同）而于1931年更为现名“拉巴-莱特鲁瓦塞尼厄尔”，后面的“莱特鲁瓦塞尼厄尔”（les-Trois-Seigneurs）意为“三位领主”，取自当地的特鲁瓦塞尼厄尔峰。

## 地理
拉巴-莱特鲁瓦塞尼厄尔（42°51'21"N, 1°33'10"E）面积26.96 平方千米，位于法国奧克西塔尼大區阿列日省，该省份为法国西南部内陆省份，西部和北部与上加龙省接壤，东临奥德省，东南至东比利牛斯省接壤，南与安道尔和西班牙接壤。
与拉巴-莱特鲁瓦塞尼厄尔接壤的市镇（或旧市镇、城区）包括：贝代亚克和艾纳、热纳、古尔比特、马萨特、勒波尔、索拉特、叙尔巴、阿列日河畔塔拉斯孔、瓦勒德索斯。
拉巴-莱特鲁瓦塞尼厄尔的时区为UTC+01:00、UTC+02:00（夏令时）。

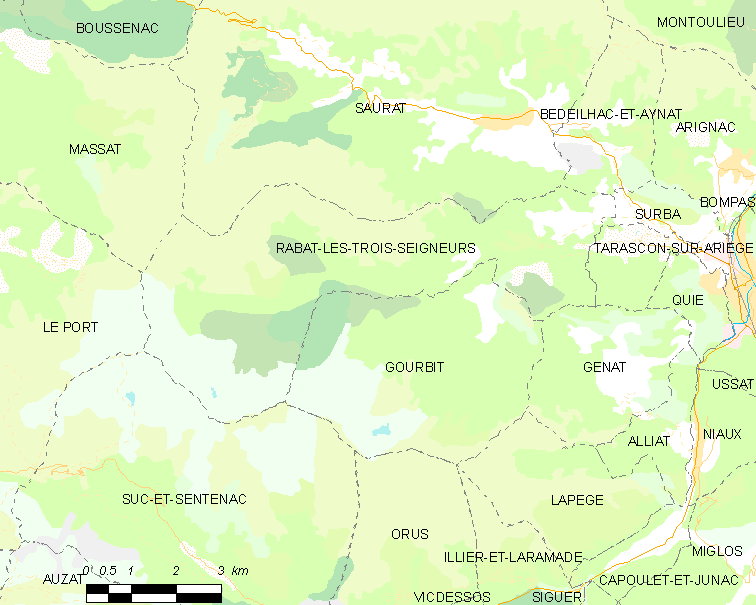
拉巴-莱特鲁瓦塞尼厄尔的OSM定位图

## 行政
拉巴-莱特鲁瓦塞尼厄尔的邮政编码为09400，INSEE市镇编码为09241。

## 政治
拉巴-莱特鲁瓦塞尼厄尔所属的省级选区为萨巴尔泰斯县。

## 人口
拉巴-莱特鲁瓦塞尼厄尔于2022年1月1日时的人口数量为368人。

1962-2008年间拉巴-莱特鲁瓦塞尼厄尔人口变化图示